# برد ونستروپ
برد ونستروپ (به انگلیسی: Brad Wenstrup) نمایندهٔ حوزه انتخابیه دوم اوهایو از حزب جمهوری‌خواه ایالات متحده آمریکا در مجلس نمایندگان ایالات متحده آمریکا است که برای نخستین‌بار در ۶ ژانویه ۲۰۱۳ میلادی به‌عضویت این مجلس درآمد.